# Wapen van Menaldumadeel
Het wapen van Menaldumadeel is sinds de officiële toekenning aan de Friese gemeente Menaldumadeel in 1818 eenmalig aangepast, de meeste kleuren en twee symbolen werden gewijzigd. Hierdoor heeft de gemeente weer het wapen dat al door de grietenij in de 17e eeuw gebruikt werd. Menaldumadeel heeft voor Nederlandse begrippen een uniek wapen, het is het enige hedendaagse wapen met op het schild een eenhoorn. Alleen het wapen van Hoorn komt in de buurt, dat wapen heeft als schildhouder een eenhoorn. Ook dat is voor Nederlandse begrippen uniek.

## Geschiedenis
De eenhoorn staat in de heraldiek voor zowel strijdlust als dapperheid. Maar in het geval van het wapen van Menaldumadeel kan, het is niet zeker, eerder gedacht worden aan de eenhoorn die in de christelijke iconografie voorkomt. De christelijke eenhoorn staat voor een gevaarlijk dier dat zich alleen door een maagd laat temmen. De liggende eenhoorn zou dan tonen dat deze getemd is. Het wapen zou in 1613 door Tsjerk van Heerma, grietman van de grietenij Menaldumadeel, ontworpen zijn. Heerma koos voor de eenhoorn naar aanleiding van zijn eerste huwelijk: hij had zelf de reputatie een wildebras te zijn en hij zou getemd zijn door zijn vrouw Luts van Walta.
Het eerste wapen, met twee klaverbladen in plaats van de schelp en eikel, kwam al in 1664 voor op de kaart van Menaldumadeel in de Schotanusatlas. Waarom de wapenwijziging plaats heeft gehad is onbekend, een mogelijke reden voor de aanpassing is dat de familiesymbolen in het eerste zijn vervangen voor symbolen van de landbouw. In het tweede wapen zijn het weer de familiesymbolen.
In 2004 wilde de GroenLinks-fractie in de gemeenteraad het wapen geheel laten wijzigen omdat de eenhoorn symbool zou staan voor de machtige adellijke families en verder zou er toch geen band bestaan tussen het fabeldier en de gemeente.

## Symboliek
- De eenhoorn: zoals hierboven beschreven een mogelijke verwijzing naar het gevoel van de grietman dat hij getemd was door zijn vrouw;
- De eikel: de eikel in het wapen staat symbool voor de familie Heerma, onderdeel uit het wapen van de familie van de grietman;
- De schelp: de schelp staat symbool voor de familie Juwkema;
- De ruit: de ruit staat symbool voor de familie Walta, onderdeel uit het wapen van de eerste vrouw van de grietman Luts van Walta

## Blazoenen
In 1815 werd na het ontstaan van het Verenigd Koninkrijk der Nederlanden opgeroepen om een gemeentewapen aan te vragen. Menaldumadeel kreeg het gevraagde wapen in 1818 toegekend door de Hoge Raad van Adel. In 1938 vroeg de gemeente echter om wijziging naar het historisch meer correcte wapen.

### Blazoen van 1818
Op 25 maart 1818 kreeg de gemeente Menaldumadeel het eerste erkende wapen toebedeeld met de volgende omschrijving:
Van zilver, beladen met een liggende eenhoorn van keel, gehoornd van sijnopel, verzeld in de regterbovenhoek en in de benedenhoek van een klaverblad van groen en in de linkerbovenhoek van een ruit van lazuur. Het schild gedekt met een goude kroon.
Het schild is van zilver met daarop in het midden een liggende rode eenhoorn, de hoorn is groen van kleur. In de rechterbovenhoek, voor de kijker links, en in de schildvoet een groen klaverblad. In de linkerbovenhoek, voor de kijker rechts, een blauwe ruit. Het schild was gedekt door een gouden kroon met drie bladeren en tweemaal drie parels.

### Blazoen van 1938
Op 20 juni 1938 kreeg de gemeente Menaldumadeel het nieuwe wapen met de volgende omschrijving:
In azuur liggende, omziende eenhoorn van zilver, vergezeld in den rechterbovenhoek van een schelp van goud, in de linkerbovenhoek van een ruit van zilver en in de schildpunt van een bladerloze gouden eikel de steel omlaag. Het schild is gedekt met een gouden kroon van vijf bladeren
Het huidige wapen is blauw van kleur met daarop in het midden van het wapen een zilveren eenhoorn die naar achteren kijkt. In de rechterbovenhoek, voor de kijker links, een gouden schelp, aan de andere zijde van het schild een zilveren ruit. In de voet van het schild een gouden eikel met de steel omlaag. Het schild is gedekt door een gouden markiezenkroon bestaande uit vijf fleurons.

## Andere Nederlandse wapens met een eenhoorn

Het wapen van Hoorn
Het wapen van De Mijl

Aengwirden
· Baarderadeel
· Barradeel
· Het Bildt
· Bolsward
· Boornsterhem
· Dokkum
· Dongeradeel
· Doniawerstal
· Ferwerderadeel
· Franeker
· Franekeradeel
· Gaasterland
· Gaasterland-Sloten
· Haskerland
· Hemelumer Oldeferd
· Hennaarderadeel
· Hindeloopen
· Idaarderadeel
· IJlst
· Kollumerland en Nieuwkruisland
· Leeuwarderadeel 
· Lemsterland
· Littenseradeel
· Menaldumadeel
· Nijefurd
· Oostdongeradeel
· Rauwerderhem
· Schoterland
· Skarsterlân
· Sloten
· Sneek
· Stavoren
· Utingeradeel
· Westdongeradeel
· Wonseradeel
· Workum
· Wymbritseradeel